# Dołuje (gromada)
Dołuje – dawna gromada (najmniejsza jednostka podziału terytorialnego Polskiej Rzeczypospolitej Ludowej w latach 1954–72) z siedzibą GRN w Dołujach.
Gromady, z gromadzkimi radami narodowymi (GRN) jako organami władzy najniższego stopnia na wsi, funkcjonowały od reformy reorganizującej administrację wiejską przeprowadzonej jesienią 1954 do momentu ich zniesienia z dniem 1 stycznia 1973, tym samym wypierając organizację gminną w latach 1954–1972.
Gromadę Dołuje z siedzibą GRN w Dołujach utworzono – jako jedną z 8759 gromad na obszarze Polski – w powiecie szczecińskim w woj. szczecińskim na mocy uchwały nr V/51/54 WRN w Szczecinie z dnia 5 października 1954. W skład jednostki weszły obszary dotychczasowych gromad Dołuje, Lubieszyn, Mierzyn i Wąwelnica ze zniesionej gminy Dołuje w tymże powiecie. Dla gromady ustalono 12 członków gromadzkiej rady narodowej.
1 stycznia 1966 do gromady Dołuje włączono miejscowość Redlica z gromady Dobra w tymże powiecie.
1 stycznia 1972 do gromady Dołuje włączono miejscowości Będargowo, Bobolin, Gołkowo, Ostoja, Przylep, Rajkowo i Stobno ze zniesionej gromady Będargowo w tymże powiecie.
Gromada przetrwała do końca 1972 roku, czyli do kolejnej reformy gminnej.